# Grafikkort

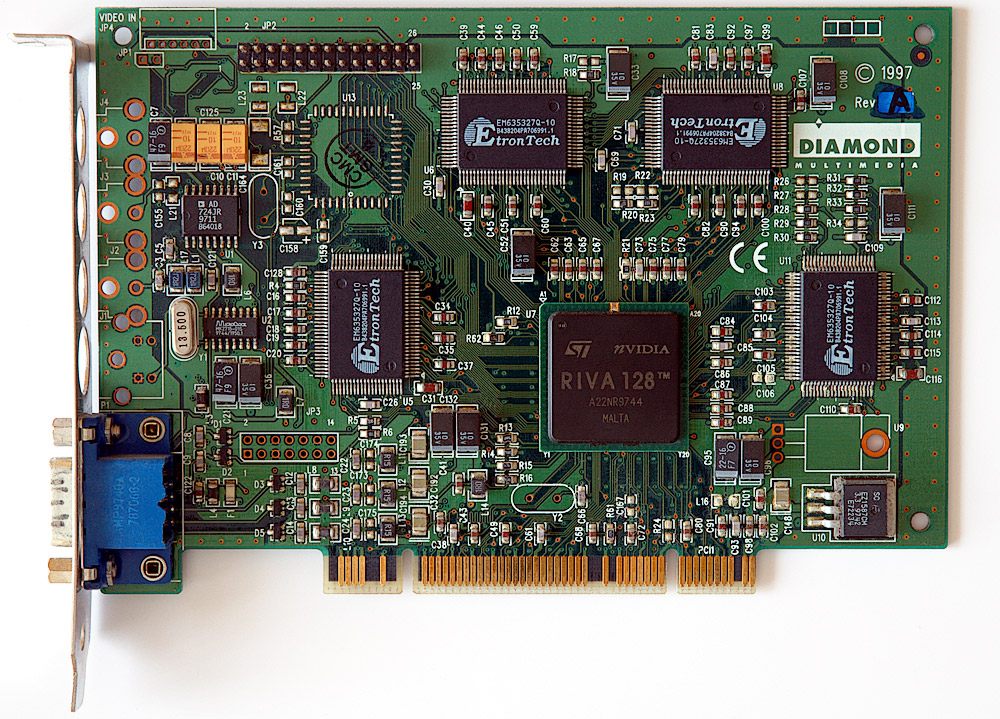
Ett grafikkort med anslutning för PCI buss, denna typ av grafikkort var som vanligast under mitten av 1990-talet.

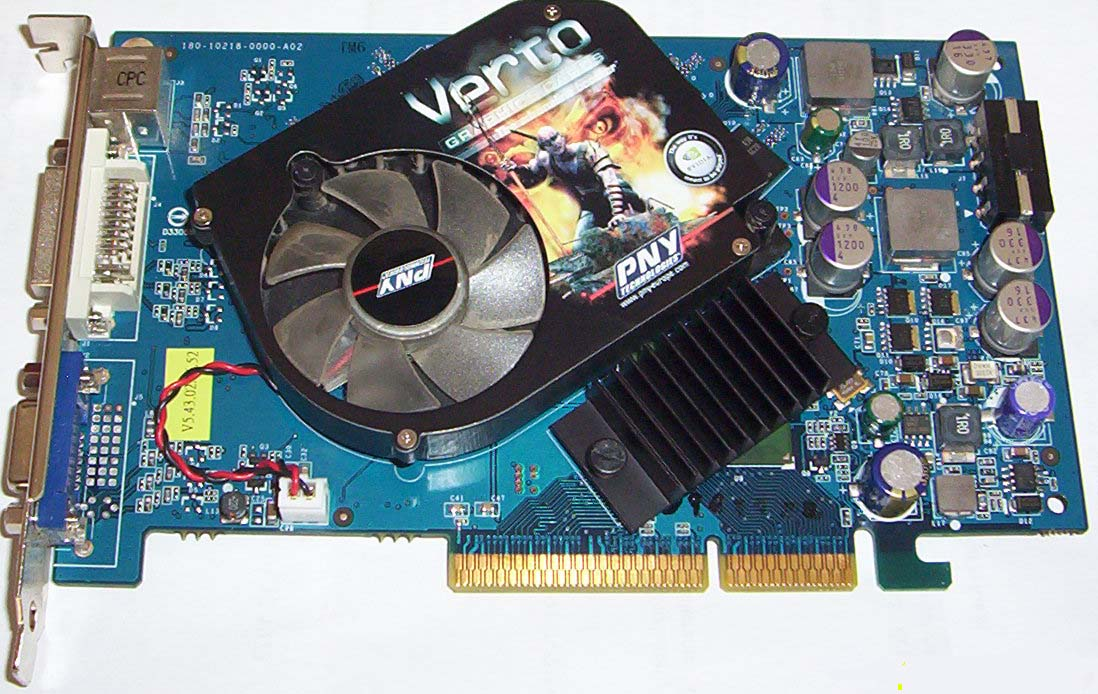
Ett grafikkort med anslutning för AGP, som var vanligast under slutet på 1990-talet till mitten av 2000-talet.

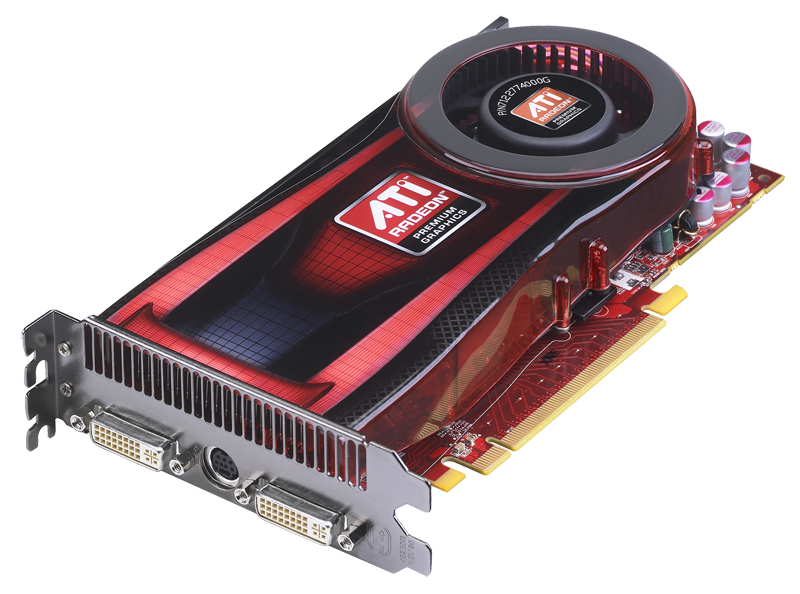
Ett grafikkort med anslutning för PCI-Express, denna standard avlöste AGP-standarden under 2004.

Ett grafikkort är ett gränssnitt i datorsystem som tolkar och bearbetar en dators binära information till en videosignal som kan visas på en bildskärm. Moderna grafikkort, som sådana som används för bildbehandling, CAD och datorspel, utför ofta mycket av arbetet med att konstruera den slutgiltiga bilden som syns på skärmen.

## Funktion
Kortets grafikprocessor beräknar fram digitala ”kartor” av vad som ska visas på skärmen. Dessa kartor skickas sedan till grafikkortets videobuffert, ett slags tillfälligt minne över vad som skall visas på texturer. Subsystem på BIOS-, drivrutins-, och operativsystemsnivå samverkar för att avlasta applikationsprogram vid skapandet av komplex bildinformation. DirectX och OpenGL är Windowstillägg för att utnyttja grafiska förmågor hos olika grafikkort.

## Grafikkort i PC-datorer
Håkan Lans fick 1979 patent på färggrafik till datorer samtidigt som han tog fram datormusen.
I moderna PC-datorer är grafikkortet vanligen i form av ett instickskort och ansluts i en sockel för expansionskort, kallad PCI-E. 

### Historia
I äldre system anslöts grafikkort ofta i en sockel enligt standarderna  AGP, PCI, VESA Local Bus, ISA eller MCA. En del datorer har i moderkortets kretsuppsättning integrerat grafikkort. Det sitter då i nordbryggan och dess videobuffert består då av arbetsminnet allokerat utrymme. Mängden arbetsminne som skall tillägnas grafikkortet går ofta att ställa in i datorns BIOS. Bärbara datorer har ofta uteslutande på grund av platsbrist integrerade grafikkort men även skrivbordsdatorer av billigare snitt.
AGP gick som snabbast i 12 gånger bussfrekvensen 66 MHz, medan PCI-Express klarar upp till 28 gånger bussfrekvensen. Dagens grafikkort utnyttjar dock fortfarande bara halva AGP-bussens bandbredd (en fjärdedel av PCI-Express-bussen) generellt sett. På senare tid har även PCI-Express 2.0 kommit som fördubblar bandbredden. Nyligen lades även PCI-E 3.0 till, som är ännu snabbare än 2.0. Normalt sett är integrerade grafikkort långsammare än instickskort, då dessa inte har ett eget minne utan arbetar mot datorns arbetsminne. 
Ytterligare effekt uppnås med så kallad CrossFire respektive SLI-teknik. Man sammankopplar då två eller fler grafikkort i samma dator. Hos Nvidia krävs här att man använder en SLI-brygga, men hos AMD sköts all kommunikation genom PCI-E sockeln.

## Skärmutgångar

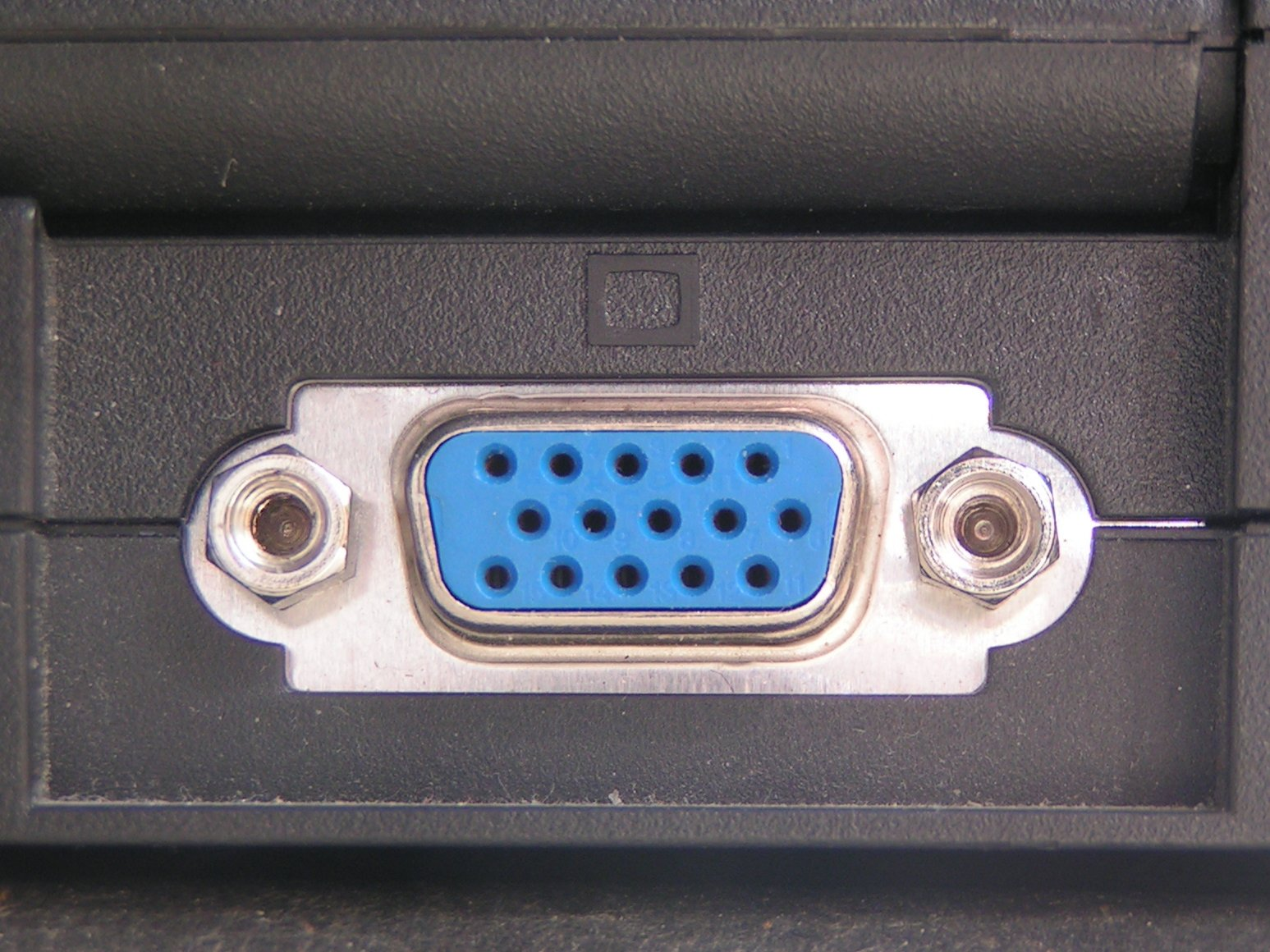
15-polig D-sub för VGA

Ett grafikkort kan ofta ha flera skärmutgångar av samma eller olika typ för anslutningar av en eller flera bildskärmar, TV-apparater eller projektor m.m. De nu dominerande bildskärmgränssnitten från ett grafikkort är den kompakta versionen av den 15-poliga D-donet, så kallad VGA-kontakt och HDMI/DVI-kontakten. En ny skärmutgång, Displayport, har tagits fram men har ännu inte slagit igenom. Andra vanliga utgångar är kompositvideo och S-video, samt Thunderbolt.

## Tillverkare av grafikkomponenter till PC-datorer
De dominerande grafikkretstillverkarna för PC-marknaden är Nvidia, ATI/AMD och Intel. Intel står främst för integrerade grafikkort med mera det nödvändigaste medan nVidia och AMD inriktar sig på instickskort med höga prestanda för privatanvändare och småföretag. Matrox är också en stor leverantör av kapabla grafikkort.

## Marknad
Leveranserna av grafikkort nådde en topp på totalt 114 miljoner 1999. Däremot uppgick de till 14,5 miljoner enheter under tredje kvartalet 2013, en minskning med 17 % från nivåerna under tredje kvartalet 2012.  Leveranserna nådde en årlig totalsumma på 44 miljoner år 2015. Försäljningen av grafikkort har trendat nedåt på grund av förbättringar i integrerad grafikteknologi; CPU-integrerad grafik kan ge konkurrenskraftiga prestanda mot konsument grafikkorten. Samtidigt har grafikkortsförsäljningen vuxit inom high-end-segmentet, eftersom tillverkare har flyttat fokus till att prioritera spel- och entusiastmarknaden. Priset på grafikkort har ökat markant inom high-end-segmentet på grund av brister i produktionen. 

## Historik för PC-världen och standarder
Den första IBM PC levererades med monokromt textgränssnitt, utan möjlighet till punktgrafik. Senare kom bl.a. följande (med max upplösning):
- CGA 320×200 (ca 1981)
- Hercules Graphics Card (en) 720×348 monokrom (1982)
- EGA 640×350 (1984)
- VGA 640×480 (1987)
- SVGA från 800×600 (1987) till över 2000×1500 hos olika tillverkare
- XGA 1024×768 (1990)
- WXGA 1280×800
- XGA+ 1152×864
- SXGA 1280×1024
- WSXGA 1440×900
- SXGA+ 1400×1050
- WSXGA+ 1680×1050
- UXGA 1600×1200
- WUXGA 1920×1200
- WQHD 2560×1440
- WQXGA 2560×1600
- QWXGA 2048×1152
- QXGA 2048×1536
- QSXGA 2560×2048
- QUXGA 3200×2400
- HXGA 4096×3072
- HUXGA 6400×4800
- WHUXGA 7680×4800